# Nervus dorsalis scapulae

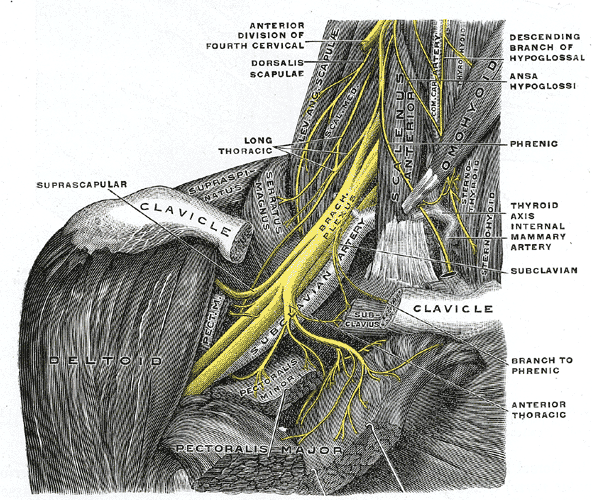
Plexus brachialis i fossa axillaris.
Illustration: Gray's Anatomy, 1918. (PD)

Nervus dorsalis scapulae är, i människans kropp, en nerv som avgår från ryggmärgsnerverna C4–5 för att efter att ha passerat genom m. scalenus medius i halsen fortsätta nedför ryggen över m. levator scapulae och sedan vidare medialt om skulderbladets mediala kant (margo medialis scapulae) till m. rhomboideus major och m. rhomboideus minor insida.
Nerven försörjer m. levator scapulae, som lyfter skulderbladet, och mm. rhomboidei, som drar skulderbladet medialt mot ryggraden, med motorisk innervation. Den tillhör de supraklavikulära nerverna.